# Sinapin
Sinapin ist eine organisch-chemische Verbindung aus der Gruppe der Carbonsäureester. Es leitet sich von Sinapinsäure und Cholin ab.

## Geschichte
Sinapin wurde zum ersten Mal 1825 aus den Samen des Schwarzen Senfs isoliert. Die Struktur wurde jedoch erst 1897 korrekt bestimmt.

## Vorkommen und biologische Bedeutung

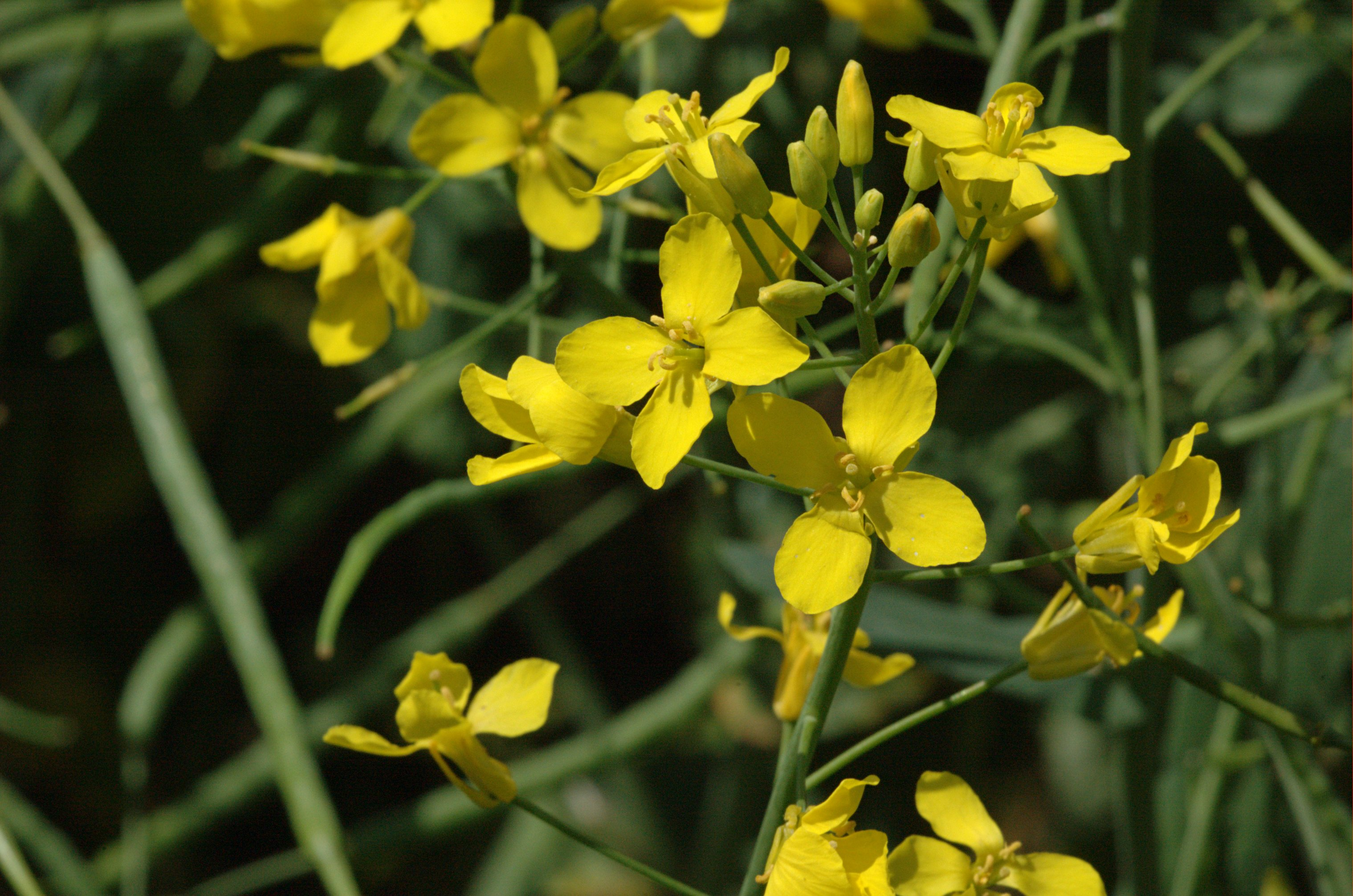
Raps enthält Sinapin

Sinapin kommt in den Samen von Kreuzblütlern vor, beispielsweise in Raps. Zu Beginn der Keimung wird das Sinapin zu Sinapinsäure und Cholin hydrolysiert. Vermutlich dient Sinapin als Speicherform für diese Verbindungen, die beide wichtige Metaboliten in Pflanzen sind. Sinapin ist außerdem Bestandteil von Sinalbin, einem Salz mit dem Gegenion Glucosinalbin, das ein wichtiger Inhaltsstoff von weißem Senf ist.

## Biosynthese
Die Biosynthese geht von Phenylalanin aus und läuft über Zimtsäure und Sinapinsäure. Diese wird durch UDP-Glucose zur Sinapoylglucose glycosyliert. Enzymatische Reaktion mit Cholin ergibt das Sinapin.